# Umbrina dorsalis
 Umbrina dorsalis és una espècie de peix de la família dels esciènids i de l'ordre dels perciformes.

## Morfologia
- Els mascles poden assolir 40 cm de longitud total.[4][5]

## Alimentació
Menja crustacis i cucs.

## Hàbitat
És un peix marí, de clima tropical i bentopelàgic.

## Distribució geogràfica
Es troba al Pacífic oriental: des de Mèxic fins a l'Equador.

## Ús comercial
La seua carn és molt apreciada i es ven fresc.

## Observacions
És inofensiu per als humans.